# Гармодий и Аристогитон
Гармо́дий и Аристогито́н (др.-греч. Ἁρμόδιος και Ἀριστογείτων; ?, Афины — 514 до н. э., Афины), тираноборцы, тираноубийцы, освободители — древнегреческие афинские граждане, совершившие в 514 году до н. э. покушение на братьев-тиранов Гиппия и Гиппарха, в результате чего убили последнего и погибли сами.
После свержения тирании в 510 году до н. э. и установления в Афинах первой в мире демократии Гармодий и Аристогитон стали знаковыми фигурами борьбы против тирании. Они почитались как национальные герои и основатели свободного государства, в их честь был установлен культ, сочинялись песни, их потомки были освобождены от налогов. Афиняне воздвигли им на Агоре легендарный памятник «Тираноборцы» (ставший тысячелетиями позже прообразом для другой знаковой скульптуры — «Рабочий и колхозница»).
Начиная с XII века, а особенно с XVI века в Европе на фоне борьбы с абсолютизмом и становления конституционализма получает развитие теория тираноборчества. Греческие герои Гармодий и Аристогитон становятся в её рамках каноническими образами, наравне с римскими сторонниками республики Брутом и Кассием, убившими узурпировавшего власть Юлия Цезаря.

## Происхождение
Гармодий и Аристогитон оба принадлежали к роду Гефиреев, который имел старинные неафинские корни. Ряд источников указывает, что они вели своё происхождение из близлежащих городов — Эретрии или Афидн. По утверждению Геродота, их предки были финикийцами, прибывшими вместе с Кадмом в Беотию и поселившимися около Танагры, а впоследствии перешедшими в Афины, где их приняли в число граждан, однако наложили большие ограничения. Плутарх в своей критике Геродота пишет, что этим указанием тот стремился принизить роль афинян в освобождении от тирании. Некоторые историки предполагают, что ограничение в гражданских правах людей неафинского происхождения могло сподвигнуть их к бунту.

## Предпосылки заговора
После отхода от дел афинского архонта Солона город охватила смута. В 560 году до н. э. полководец Писистрат захватил власть в Афинах и стал тираном, правя с переменным успехом до самой смерти. Он умер в 527 г. до н. э., передав власть по наследству своим сыновьям — старшему Гиппию, который возглавил управление, и младшему Гиппарху. Назначениями на руководящие должности своих родственников, политикой запугивания граждан, грубостью в обращении, завистливостью и мстительностью новые правители настроили против себя афинян. Свергнуть братьев-тиранов пытались Кедон и Алкмеониды, но безуспешно.
Во времена правления Писистратидов в Афинах жил юноша Гармодий, отличавшийся особенной красотой. Он состоял в любовной связи с Аристогитоном, «гражданином среднего состояния». Именно они возглавили в 514 году до н. э. следующий заговор против тиранов.
У историков существует некоторое расхождение во мнениях о мотивах Гармодия и Аристогитона. Общепринятой в Афинах точкой зрения было то, что заговор имел политическую цель — свержение тирании. Ряд же античных авторов указывают на «происшествия любовного свойства». В частности, Фукидид пишет, что Гиппарх был покорен красотой Гармодия и безуспешно пытался его соблазнить. Уязвленный отказом юноши, тиран решил его опозорить. Он пригласил сестру Гармодия быть канефорой на церемониальном шествии Панафиней, что считалось большой честью, а потом отказал ей в этом, ссылаясь на то, что она якобы недостойна этой роли. Оскорблённый Гармодий и Аристогитон, опасавшийся, что правитель может применить против возлюбленного силу, составили заговор против тиранов, к которому привлекли ряд противников режима.
Покушение было назначено на праздник Панафинеи. Число заговорщиков было небольшим, поскольку они надеялись, что в начале переворота другие граждане присоединятся к ним, чтобы добыть себе свободу. Согласно Аристотелю, круг заговорщиков, наоборот, был широким.

## Попытка переворота
Накануне праздника Гиппарху приснился сон, в котором перед ним предстал статный и красивый человек и обратился к нему с загадочными словами:

Сердцем, о лев, терпеливым терпи нестерпимую муку.

Рок справедливою карою всех нечестивцев карает.
Согласно Плутарху во сне Афродита плеснула Гиппарху в лицо кровью из чаши.
На следующее утро Гиппарх сообщил об этом толкователям, но затем, не придав большого значения сновидению, отправился на торжества.
В день праздника старший тиран Гиппий находился за городом в районе Керамик и распоряжался приготовлениями к торжественной процессии. Гармодий и Аристогитон уже были готовы напасть на него, однако увидели одного из заговорщиков, дружески беседовавшего с правителем. Решив, что это предательство, и опасаясь того, что их могут тотчас арестовать, они решили напасть на младшего тирана — Гиппарха. Гармодий и Аристогитон нашли второго правителя, готовящего шествие к отправлению, на Агоре у храма Леокория. Они напали на него и закололи кинжалами. Гармодия убили на месте телохранители, Аристогитону же удалось сбежать, воспользовавшись нахлынувшей толпой.
Согласно Фукидиду Гиппий, узнав о происшествии, велел участникам шествия разоружиться. После этого он приказал арестовать всех, кого считал причастным к заговору, а также тех, кто имел при себе кинжалы, поскольку церемониальным оружием тогда обычно служили щит и копье. Аристотель отвергает эту версию событий, поскольку считает, что традиция ношения оружия на Панафинеи появилась позже, в эпоху демократии. Он утверждает, что имена сообщников выдал под пытками схваченный позднее Аристогитон. Среди указанных тираноборцем людей было много близких к правителям. Согласно рассказам, он не выдал никого из реальных заговорщиков, а лишь оговорил невиновных друзей тирана, стремясь тем самым ослабить его власть. По легенде, желая прекратить пытки, Аристогитон обещал Гиппию выдать остальных мятежников в обмен на прощение и убедил правителя дать ему правую руку в знак подтверждения этого. Когда же он взял руку, то осыпал тирана бранью за то, что тот дал её убийце своего брата. Разъяренный Гиппий не мог сдержать себя от гнева и, выхватив меч, заколол Аристогитона.
Различные античные источники по-разному трактуют исход попытки переворота. Одни обвиняют Гармодия и Аристогитона в провале заговора, другие считают, что именно они пошатнули власть тиранов.
| |                                           | |
| Краснофигурный стамнос. Гармодий и Аристогитон убивают тирана Гиппарха. Ок. 470 г. до н. э.. Музей Мартина Вагнера, Вюрцбург. | Рисунок того же краснофигурного стамноса. | Краснофигурная амфора «Тираноборцы». Берлинский вазописец. Ок. 480 г. до н. э.. Национальный археологический музей, Мадрид. |

По некоторым преданиям, у Аристогитона (по другой версии, у Гармодия) была знакомая гетера Леэна (Леайна; др.-греч. Λέαινα — «львица»), которая также была схвачена Гиппием и подвергнута пыткам. Леэна предпочла смерть предательству и перед пыткой откусила себе язык, чтобы не выдать заговорщиков. Потому афиняне воздвигли в её честь на Акрополе статую львицы без языка. Согласно Павсанию, именно в честь Леэны афинские статуи Афродиты стали сопровождаться изображением каменной львицы.
Последующие четыре года тирании отметились ещё большей жестокостью, изгнаниями и казнями неугодных, что настроило против Гиппия многих граждан. Это стало переломным моментом в правлении тирана, ослабив его власть. Многие горожане бежали из Афин и присоединились к Алкмеонидам, которые в итоге и свергли Гиппия.

## Почитание
Венчаю меч мой миртовыми ветвьми,

Равно как Гармодий и Аристогейтон,

Когда сражен ими был тиран, когда

Вольность и правосудие восстали.

О вы, даровавшие вольность! Вам смерть

Смертью не была; на островах блаженных,

Герои, вы! где богинин сын Ахилл,

Там, где храбрый сын Тидея Диомед!

Венчаю меч мой миртовыми ветвьми,

Равно как Гармодий и Аристогейтон,

Когда пал тиран Афин от руки их,

Когда пал Иппарх в праздник Минервин!

Вечно пребудет на земле слава

Гармодия и Аристогейтона!

Тиран пал от руки вашей! Вольность

Дана вами Афинам и правосудие!
После свержения тирании в 510 году до н. э. и установления демократии Гармодий и Аристогитон почитались как национальные герои, основатели свободного государства. Позднее в их честь был установлен культ, около их гробницы регулярно совершались жертвоприношения. Им первым из людей была поставлена парная бронзовая статуя на Акрополе, рядом с которой было запрещено ставить другие. Потомки героев освобождались от большинства государственных налогов и повинностей и пользовались многочисленными почестями, такими как пожизненное бесплатное питание и право на лучшие зрительские места на состязаниях. Их имена вошли в клятву защиты демократического строя, ими было запрещено называть рабов. В честь тираноубийц поэты сочиняли стихи, среди прочих — знаменитый сколий Каллистрата «Гармодий», ставший чем-то вроде неофициального гимна Афин.
Слава героев Гармодия и Аристогитона распространилась в другие греческие города-государства, о чем свидетельствуют монеты из Кизика с изображением их памятника и антитиранический закон в Илионе. Тираноубийство стало повсеместно считаться благим поступком.
Вплоть до установления римского правления афиняне видели в Гармодии и Аристогитоне символ своего свободолюбия и ненависти к тирании, который была составной частью духа полиса не только в классический период. Образ героев вызывал восхищение у образованных людей всю эпоху эллинизма. Даже после «освобождения» Афин от тирании Аристиона в 86 году до н. э. римский диктатор Сулла приказал отчеканить памятные монеты с изображением монумента героям. А когда в 44 году до н. э. римские тираноубийцы-сторонники восстановления республики Брут и Кассий прибыли в Афины, то жители города, чествуя борцов за свободу, установили их статую рядом с памятником Гармодия и Аристогитона, отождествляя с ними.

### Памятник
|                                                  |
| Сохранившаяся часть базы со стихом. Музей агоры. |

  
Римская копия 
 «Тираноборцы».
 Мрамор. Римская копия 117—138 гг. н. э..
 Национальный археологический музей Неаполя.
  
Римские копии-портреты
 Гармодия и Аристогитона.
 Капитолийские музеи.
После свержения тирании в 510 году до н. э. в контексте демократических преобразований Клисфена в 508—507 годах до н. э., или, согласно другой точке зрения, после Марафонской битвы в 490 году до н. э. граждане Афин поставили на Агоре памятник Гармодию и Аристогитону работы Антенора. Этот скульптор был противником ионийского влияния в греческом искусстве, которое ассоциировалось у афинян с Востоком, а значит, и с деспотизмом. Это первый памятник на Агоре, поставленный не в честь богов или мифических героев. На пьедестале скульптур была выбита эпитафия, приписываемая поэту Симониду:

День, в который Гиппарх убит был Аристогитоном

и Гармодием, был светлым поистине днем.
Статуя, символизирующая борьбу с тиранией, считается первым политическим общественным памятником в Европе. Во время Греко-персидской войны 480 года до н. э. после захвата Афин персидский царь Ксеркс I приказал вывести в Сузы памятник тираноборцев в качестве военного трофея и как символ покорения свободолюбивого народа. После побед афинян над персами в битвах при Саламине и Платеях в 477—476 годах до н. э. скульпторы Критий и Несиот создали вторую бронзовую статую Гармодия и Аристогитона, которая была установлена на Агоре близ Панафинейского пути. Около памятника находился алтарь для жертвоприношений, а рядом с ним закон запрещал возводить другие скульптуры.
В конце IV века до н. э. после захвата Персии Александром Македонским, считавшим себя мстителем за персидское разорение Греции, первая скульптурная группа была возвращена им (либо позднее Селевком I Никатором или Антиохом I Сотером) в Афины и установлена рядом со второй, после чего они стояли некоторое время вместе, символизируя свободу народа. Согласно Валерию Максиму, при прибытии на Родос памятнику были оказаны божественные почести. Эта репатриация памятника считается первой в истории и является иллюстрацией того, что политические смыслы скульптуры были очень важными для современников.
Памятник пользовался большим почтением. Сохранился исторический анекдот, согласно которому, когда тиран Сиракуз спросил Диогена, какая медь лучше годится для статуй, тот ответил: «Та, из которой отлиты Гармодий и Аристогитон» (Плутарх приписывает эти слова Антифону).
Впоследствии обе скульптуры были утрачены, однако изображения второго памятника дошли до наших дней благодаря амфорам, монетам, мраморному трону Элгина, а также римским копиям. Наиболее полной репликой скульптуры Крития и Неосита считается римская копия 117—138 гг. н. э., найденная ещё в XVI веке при раскопках виллы Адриана и хранящаяся в Национальном археологическом музее Неаполя. Первоначально её воспринимали как две отдельные фигуры гладиаторов, и только в XIX веке немецкий археолог Карл Фридерикс определил статуи как памятник Гармодию и Аристогитону. Её слепок из коллекции И. В. Цветаева хранится в Музее изобразительных искусств имени А. С. Пушкина в Москве. Копия с наиболее хорошо сохранившимися головами была найдена в Байи, на её основе была восстановлена голова Аристогитона неаполитанской реплики.
Фрагмент копии скульптуры тираноборцев был обнаружен около Капитолия в Риме. Исследователи полагают, что появление и последующее исчезновение статуи из этого места было результатом политических процессов во время гражданских войн в Древнем Риме.
|                                                                          |
| «Тираноборцы» на троне Элгина. IV в. до н. э. Музей Гетти, Лос-Анджелес. |

Это первый известный в монументальном искусстве пример скульптурной группы, объединенной единым сюжетом. Памятник относится к строгому стилю греческой скульптуры, являясь первой попыткой выдвинуть новую концепцию пластического мышления, преодолев архаические традиции. При этом критики отмечают, что статуарная группа «Тираноборцев» объединяется в цельную художественную композицию не столько пластическими средствами, сколько смысловым наполнением, выраженном в контексте облика героев и движения, жестов фигур, в целом довольно схематичных. Встав перед группой, зритель оказывается в точке пересечения линий движения статуй — на месте жертвы убийц. Композиция двух обнаженных фигур отличается реализмом, строгостью, уравновешенностью и мужественностью. Фигура старшего бородатого Аристогитона более сдержана, тогда как статуя гладко выбритого Гармодия переполнена энергией, он пылко бросается вперед. В руках тираноборцев — четыре клинка (не сохранились). Лица героев лишены мимики, при этом голова Аристогитона — новая для греческого искусства структура, отличающаяся особой внутренней содержательностью. Некоторые критики отметили, что скульпторы, памятуя об историческом контексте заговора, намеренно создали памятник политической свободы с элементами гомоэротичности.

## Тема гомосексуальности
Любовная интрига в основе заговора против тиранов стала причиной подробного рассмотрения мыслителями Античности роли человеческой сексуальности в истории и обществе Древней Греции.
Гомосексуальность в Афинах была узаконена в начале VI века до н. э. Солоном, относившимся к ней положительно. При этом однополые отношения воспринимались афинянами с точки зрения формирования гражданского самосознания, в отличие от Спарты, где они играли большую роль в организации армии и военного дела. Аристотель отмечал в «Риторике», что «влюблённые полезны для государства на том основании, что любовь Гармодия и Аристогитона ниспровергла тирана Гиппарха». На то же указывает и Платон в «Пире», говоря о неприятии гомосексуальности в восточных деспотиях: «Тамошним правителям, я полагаю, просто невыгодно, чтобы у их подданных рождались высокие помыслы и укреплялись содружества и союзы, чему наряду со всеми другими условиями очень способствует та любовь, о которой идёт речь. На собственном опыте узнали это и здешние тираны: ведь любовь Аристогитона и окрепшая привязанность к нему Гармодия положила конец их владычеству». Аналогичный любовный и драматический сюжет имеет миф о Харитоне и Меланиппе из Акраганта.
Прославлявший Гармодия и Аристогитона Перикл призывал граждан стать «любовниками государства». Однополые отношения таким образом, считают некоторые исследователи, были частью политической идеологии: древние греки видели в них полезные для государства гражданские добродетели (преданность, храбрость, жертвенность, благодеяние).

## В европейской традиции
Ксилография «Леэна», отпечатанная
 в 1474 году Иоганном Цайнером.
Культ тираноборцев Гармодия и Аристогитона был воспринят в Европе.
В XII—XIII веках светские власти начали посягать на власть Римско-католической церкви. В ответ на это Фома Аквинский и Иоанн Солсберийский разработали теорию, согласно которой, с точки зрения Церкви, народ имел право свергнуть монарха, если Церковь объявляла его тираном. Теологи опирались на античные примеры — греков Гармодия и Аристогитона и римлян Брута и Кассия.
Мыслители XVI века (Жан Буше, Филипп Дюплесси-Морне, Джон Нокс, Хуан де Мариана, Этьен ла Боэси и др.) в ответ на укрепления абсолютизма в Европе и разгар религиозных войн развили средневековую тираноборческую концепцию (т. н. «монархомахии»). Они разработали классический ритуал: убийце нужно было поразить тирана собственноручно (желательно кинжалом) и остаться на месте, чтобы принять заслуженную кару. Именно Гармодий и Аристогитон заложили основу этого канона, однако позднее несколько уступили в популярности римским убийцам, ввиду того, что личный характер их мотивов не соответствовал декларируемым политическим целям предполагаемого идеала. Мыслители XVI века стали важными предшественниками теоретиков естественного права и конституционалистов XVII и XVIII веков.
В XVII веке имена античных тираноубийц активно использовались европейскими философами, став вненациональными символами. В конце XVIII — начале XIX века на этапе формирования конституционных режимов концепция тираноборчества стала вновь стала актуальной.
Образ греческих героев, восставших против тирана, появляется у Джорджа Байрона в поэме «Паломничество Чайльд-Гарольда» (стих 20), в романе Виктора Гюго «Отверженные» и стихотворении «Берег моря». Одним из переводов-импровизаций знаменитого сколия Калистрата является «Гимн Гармодию и Аристогетону» Эдгара По. Поэт и революционер Георгиос Лассанис сочинил патриотическую пьесу «Гармодий и Аристогитон», а Анастасиос Полизоидис восхвалял убийц первого президента независимой Греции Иоанна Каподистрии, сравнивая их с тираноубийцами античности. В XVIII веке к образу греческих героев обращались немецкие мыслители Гёльдерлин и Гегель, позитивно осмысливая Великую французскую революцию и проецируя эти идеи на Германию.
В России в конце XVIII — начале XIX века конституционалистские устремления элиты выражались в тотальном увлечении историей Древней Греции и Рима. Образы тираноборцев стали личными примерами для декабристов. Имена борцов за свободу Гармодия и Аристогитона появляются в различных литературных произведениях: «Ода Калистрата» (1803) И. М. Борна, в стихотворении «Гречанка верная! не плачь…» (1821) А. С. Пушкина (перекликаясь по теме с «Кинжал» (1821)), «Поэт» Н. Ф. Щербины, «Рука Алкида тяжела…» (1869) А. К. Толстого, «Знакомая песнь» (1905) В. Я. Брюсова. Историк Юрий Пирютко предполагает, что античные герои могли вдохновить Феликса Юсупова и его вероятного любовника великого князя Дмитрия Павловича на убийство Распутина.
  
Слепок неаполитанской копии
 в музее Пушкина
 и «Рабочий и колхозница».
По мнению ряда исследователей, Гармодия и Аристогитона можно считать основателями первой в истории формы политического терроризма — тираноубийства, заключающейся в уничтожении первого лица государства, играющего в нем ключевую роль.
Скульптура тираноборцев послужила прообразом при создании культового советского памятника скульпторов Б. М. Иофана и В. И. Мухиной «Рабочий и колхозница» (1937). Хорошо знакомые с историей искусств художники-авторы монумента «победы союза рабочих и крестьян» в поисках аналогов в прошлом, прославляющих вневременные, вечные ценности, обратились к античному подвигу.

## Комментарии
1. ↑  Речь может идти о возрасте[11], имущественном положении или социальном статусе[12].
2. ↑  Согласно Аристотелю, Гармодия добивался, а затем оскорбил младший сводный брат тиранов Фессал[5][7].
3. ↑  Согласно Клавдию Элиану (Varia historia. XI, 8) оскорбление было нанесено сестре Аристогитона.
4. ↑  В беседе Сократа с Симоном излагается другой сюжет любовной интриги. Якобы Гармодий, будучи учеником и любимцем Аристогитона, влюбился в некоего юношу. Этот же юноша восхищался мудростью Гармодия и Аристогитона, однако потом сошелся с Гиппархом и стал их презирать. И якобы из обиды Гармодий и Аристогитон убивают тирана[7].
5. ↑  Согласно Аристотелю, Гиппий готовился к встрече шествия на Акрополе[5].
6. ↑  Плиний Старший (Естественная история. 34,17) утверждает, что памятник был возведен как часть кенотафа героев в Керамике.

### Исследования
- Строгецкий В. М. Становление исторической мысли в Древней Греции и возникновение классической греческой историографии: книга 2. Фукидид: часть 1. «Археология» / рецензент А. Е. Молев. — М.—Берлин: Директ-Медиа, 2015. — 192 с. — ISBN 978-5-4475-4877-3.
- Вдовин В. Н. К вопросу о характере заговора Гармодия и Аристогитона в Афинах // Проблемы античного мира и современность: Межвузовский научный сборник / Отв. ред. проф. В. Н. Вдовин. — Выпуск 3. — Алматы: АЦА, 2012. — С. 11—25. — 432 с. — ISBN 978-601-7073-28-2.
- Льюис Д. М. Гл. 4. Тирания Писистратидов // Кембриджская история Древнего мира. — Т. 4: Персия, Греция и западное Средиземноморье. Ок. 525—479 гг. до н. э = The Cambridge Ancient History: Vol. 4: Persia, Greece and The Western Mediterranean C. 525 To 479 B.C. / под ред. Дж. Бордмэна, Н.-Дж.-Л. Хэммонда, Д.-М. Льюиса, М. Оствальда. Пер. с англ., подготовка текста, заметка «От переводчика», прим. A. B. Зайкова.. — М.: Ладомир, 2011. — Т. 4.. — 1112 с. — 1500 экз. — ISBN 978-5-86218-496-9.
- Берве Г. Тираны Геции = Die Tyrannis bei den Griechen / Пер. с нем. О. Е. Рывкиной. — Ростов н/Д.: Феникс, 1997. — 640 с. — (Исторические силуэты). — ISBN 5-222-00368-X.
- Суриков И. Е. Античная Греция: политики в контексте эпохи: архаика и ранняя классика. — М.: Наука, 2005. — 351 с. — ISBN 5-02-010347-0.
- Штоль Г. В. История Древней Греции в биографиях. — Смоленск: Русич, 2003. — 528 с. — (Популярная историческая библиотека). — 4000 экз. — ISBN 5-8138-0506-0.